# Білий Юрій Іванович
Білий Юрій Іванович (3 жовтня 1951, с. Козинці Турбівського району Вінницької області — 6 листопада 2020) — інженер, полковник.

## Біографічна довідка
Народився 3 жовтня 1951 року у селі Козинці Турбівського району Вінницької області.
Закінчив Московське вище технічне училище імені М.Е. Баумана

### Військова служба
З 1974 року працював у військовому представництві Міністерства оборони при Науково-дослідному інституті приладобудування (місто Жуковський). Протягом 1992 року обіймав посаду заступника начальника відділу в управлінні ВПС МО.
У 1998 році закінчив службу на посаді начальника Жуковського філії військового представництва в званні полковника. У період проходження військової служби брав безпосередню участь в розробках і випробуваннях на полігонах авіаційних радіолокаційних систем підприємства. Великий особистий внесок вніс в розробку систем управління озброєнням «Заслон» для винищувача МіГ-31 і «Меч» для винищувача Су-27.

### Цивільна служба
З 1998 року - директор ФГУП «Науково-дослідний інститут приладобудування імені В.В. Тихомирова» (НДВП), з 2002 року - генеральний директор ВАТ «НДВП». Очоливши інститут, що знаходиться у важкому фінансово-економічному становищі, Ю.І. Білий зумів вивести його в лідери приладобудівної галузі. Найбільш значні досягнення інституту за роки його керівництва: виконання контракту з Індією за ОКР «Барс» для винищувача Су-30МКІ, модернізація СУВ «Меч-М» для Су-27СМ, створення ЗРК «Бук-М1-2» і СУВ «Ірбіс» для Су-35, перемога в конкурсі на проведення ДКР по створенню радіоелектронної системи для винищувача 5-го покоління.
Член науково-технічної ради військово-промислової комісії при Уряді Росії, член науково-технічної ради «Рособоронекспорту». Міжнародний академічний акредитаційний та атестаційний комітет присудив Ю.І. Білому вчений ступінь доктора наук (інжиніринг) і вчене звання професора.

## Нагороди
- орден «За заслуги перед Вітчизною» IV ступеня
- орден Дружби
- Почесний радист
- Почесний авіабудівник
- Лауреат національної премії «Золота ідея» за заслуги в галузі військово-технічного співробітництва Росії з закордонними країнами